# ケリー・ウィンザー
ケリー・ウィンザー（Keri Windsor、1973年12月3日 - ）は、アメリカ合衆国のポルノ女優。ミネソタ州ダルース出身。

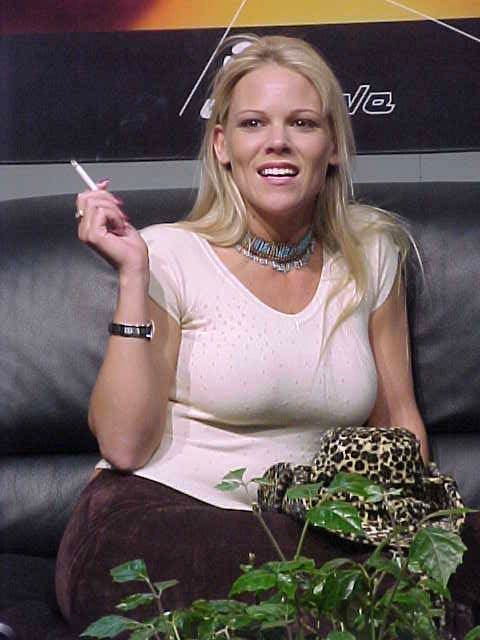
ケリー・ウィンザー

## 出演作品
- ザ・カウンセラー もう後戻りできない…
- クライマックス刑事
- エロス・オブ・ザ・ファンタジー コカン・ザ・グレート